# Robert Wise
Robert Earl Wise (n. 10 septembrie 1914, Winchester⁠(d), Indiana, SUA – d. 14 septembrie 2005, Los Angeles, California, SUA) a fost un regizor american și producător. A câștigat premiul Oscar pentru cel mai bun regizor cu filmele The Sound of Music (1965) și West Side Story (1961). A fost nominalizat pentru cel mai bun montaj pentru Citizen Kane (1941) și pentru cel mai bun film pentru The Sand Pebbles (1966).
Alte filme notabile ale lui sunt Born to Kill; Destination Gobi; The Hindenburg; Star Trek: The Motion Picture; The Day the Earth Stood Still; Run Silent, Run Deep; The Andromeda Strain; The Set-Up; The Haunting; and The Body Snatcher. Wise a lucrat din ani 1930 până în anii 1990.

## Filmografie
| An   | Film                                  | Regizor | Producător (executiv) | Monteur | Actor | Note |
| ---- | ------------------------------------- | ------- | --------------------- | ------- | ----- | --- |
| 1934 | The Gay Divorcee                      |         |                       |         |       | Sound effects editor (nemenționat) |
| 1934 | Of Human Bondage                      |         |                       |         |       | Sound effects editor (nemenționat) |
| 1935 | Top Hat                               |         |                       |         |       | Sound effects editor (nemenționat) |
| 1935 | The Informer                          |         |                       |         |       | Sound effects editor (nemenționat) |
| 1939 | The Story of Vernon and Irene Castle  |         |                       |         |       | Assistant editor (nemenționat) |
| 1939 | Bachelor Mother                       |         |                       | Da      |       | |
| 1939 | 5th Ave Girl                          |         |                       | Da      |       | |
| 1939 | The Hunchback of Notre Dame           |         |                       | Da      |       | |
| 1940 | My Favorite Wife                      |         |                       | Da      |       | |
| 1940 | Dance, Girl, Dance                    |         |                       | Da      |       | |
| 1941 | Citizen Kane                          |         |                       | Da      |       | Nominalizare—Academy Award for Best Editing |
| 1941 | The Devil and Daniel Webster          |         |                       | Da      |       | |
| 1942 | The Magnificent Ambersons             |         |                       | Da      |       | Director of Additional Sequences (nemenționat) |
| 1942 | Seven Days' Leave                     |         |                       | Da      |       | |
| 1943 | Bombardier                            |         |                       | Da      |       | |
| 1943 | The Fallen Sparrow                    |         |                       | Da      |       | |
| 1943 | The Iron Major                        |         |                       | Da      |       | |
| 1944 | Action in Arabia                      |         |                       |         |       | Second unit director (nemenționat) |
| 1944 | The Curse of the Cat People           | Da      |                       |         |       | Replaced director Gunther von Fritsch |
| 1944 | Mademoiselle Fifi                     | Da      |                       |         |       | |
| 1945 | The Body Snatcher                     | Da      |                       |         |       | |
| 1945 | A Game of Death                       | Da      |                       |         |       | |
| 1946 | Criminal Court                        | Da      |                       |         |       | |
| 1947 | Born to Kill                          | Da      |                       |         |       | |
| 1948 | Blood on the Moon                     | Da      |                       |         |       | |
| 1948 | Mystery in Mexico                     | Da      |                       |         |       | |
| 1949 | The Set-Up                            | Da      |                       |         |       | |
| 1950 | Three Secrets                         | Da      |                       |         |       | |
| 1950 | Two Flags West                        | Da      |                       |         |       | |
| 1951 | The Day the Earth Stood Still         | Da      |                       |         |       | |
| 1951 | The House on Telegraph Hill           | Da      |                       |         |       | |
| 1952 | Something for the Birds               | Da      |                       |         |       | |
| 1952 | The Captive City                      | Da      |                       |         |       | |
| 1953 | Return to Paradise                    |         | Da                    |         |       | |
| 1953 | So Big                                | Da      |                       |         |       | |
| 1953 | Destination Gobi                      | Da      |                       |         |       | |
| 1953 | The Desert Rats                       | Da      |                       |         |       | |
| 1954 | Executive Suite                       | Da      |                       |         |       | |
| 1956 | Somebody Up There Likes Me            | Da      |                       |         |       | |
| 1956 | Tribute to a Bad Man                  | Da      |                       |         |       | |
| 1956 | Helen of Troy                         | Da      |                       |         |       | |
| 1957 | Until They Sail                       | Da      |                       |         |       | |
| 1957 | This Could Be the Night               | Da      |                       |         |       | |
| 1958 | Run Silent, Run Deep                  | Da      |                       |         |       | |
| 1958 | I Want to Live!                       | Da      |                       |         |       | Nominalizare—Academy Award for Best Director Nominalizare—Golden Globe Award for Best Director |
| 1959 | Odds Against Tomorrow                 | Da      | Da                    |         |       | |
| 1961 | West Side Story                       | Da      | Da                    |         |       | Directed with Jerome Robbins Academy Award for Best Director Academy Award for Best Picture Golden Globe Award for Best Motion Picture – Musical or Comedy Nominalizare—Golden Globe Award for Best Director |
| 1962 | Doi pe un balansoar                   | Da      |                       |         |       | |
| 1963 | Casa bântuită                         | Da      | Da                    |         |       | Nominalizare—Golden Globe Award for Best Director |
| 1965 | Sunetul muzicii                       | Da      | Da                    |         |       | Academy Award for Best Director Academy Award for Best Picture Nominalizare—Golden Globe Award for Best Director                                                                                             |
| 1966 | The Sand Pebbles                      | Da      | Da                    |         |       | Nominalizare—Academy Award for Best Picture Nominalizare—Golden Globe Award for Best Director Nominalizare—Golden Globe Award for Best Motion Picture – Drama                                                |
| 1968 | Star!                                 | Da      |                       |         |       | |
| 1970 | The Baby Maker                        |         | Da                    |         |       | |
| 1971 | The Andromeda Strain                  | Da      | Da                    |         |       | |
| 1973 | Two People                            | Da      | Da                    |         |       | |
| 1975 | The Hindenburg                        | Da      | Da                    |         |       | |
| 1977 | Audrey Rose                           | Da      |                       |         |       | |
| 1979 | Star Trek: The Motion Picture         | Da      |                       |         |       | Nominalizare—Saturn Award for Best Director |
| 1985 | The Fantasy Film Worlds of George Pal |         |                       |         | Da    | Rolul său |
| 1986 | Wisdom                                |         | Da                    |         |       | |
| 1989 | Rooftops                              | Da      |                       |         |       | |
| 1996 | The Stupids                           |         |                       |         | Da    | Stanley's Neighbor |
| 2000 | A Storm in Summer                     | Da      |                       |         |       | Film TV |